# Deinopis giltayi
Deinopis giltayi is een spinnensoort in de taxonomische indeling van de Deinopidae.
Het dier behoort tot het geslacht Deinopis. De wetenschappelijke naam van de soort werd voor het eerst geldig gepubliceerd in 1930 door Lessert.